# Шёнбрунн
Шёнбрунн (нем. Schloß Schönbrunn) — основная летняя резиденция австрийских императоров династии Габсбургов, одна из крупнейших построек австрийского барокко (архитектор — Иоганн Бернхард Фишер фон Эрлах). Расположен в западной части Вены, в 5 км от центра города, в районе Хитцинг. Один из самых красивых дворцово-парковых ансамблей Европы.
В декабре 1996 года на 20-й сессии Комитета всемирного наследия Шёнбрунн был включён в список объектов всемирного наследия ЮНЕСКО. В список были включены дворец и парк с его многочисленными фонтанами и статуями, глориеттой и псевдоримскими развалинами, а также Шёнбруннский зоопарк — самый старый в мире.

## История дворца
Первые упоминания о сооружении на месте нынешнего дворца датируются XIV столетием. Поместье, находившееся тут, называлось Каттербург (нем. Katterburg) и было собственностью Клостернойбургского монастыря. На то время Каттенбург включал в свой состав жилой дом, водяную мельницу, конюшню и сад. В 1569 году Каттербург перешёл во владение Габсбургов.
Император Матвей, согласно легенде, во время охоты в 1612 году натолкнулся на «красивые источники» (Schöne Brunnen), что позже и дало нынешнее название дворцу.
Император Фердинанд II и его жена, Элеонора Гонзага, любившие охоту, выбрали Шёнбрунн в качестве места для выездов двора на охоту. После смерти Фердинанда в 1637 его вдова поселилась в замке, переименовав его в Шёнбрунн.
В 1683 замок пострадал во время осады Вены турками. Император Леопольд I решил отстроить разрушенный замок, и в 1696 году Фишер фон Эрлах начал строительство, взяв за образец Версальский дворец. Большая часть работ была завершена к 1713 году, однако строительство не было доведено до конца.

### Шёнбрунн при Марии Терезии

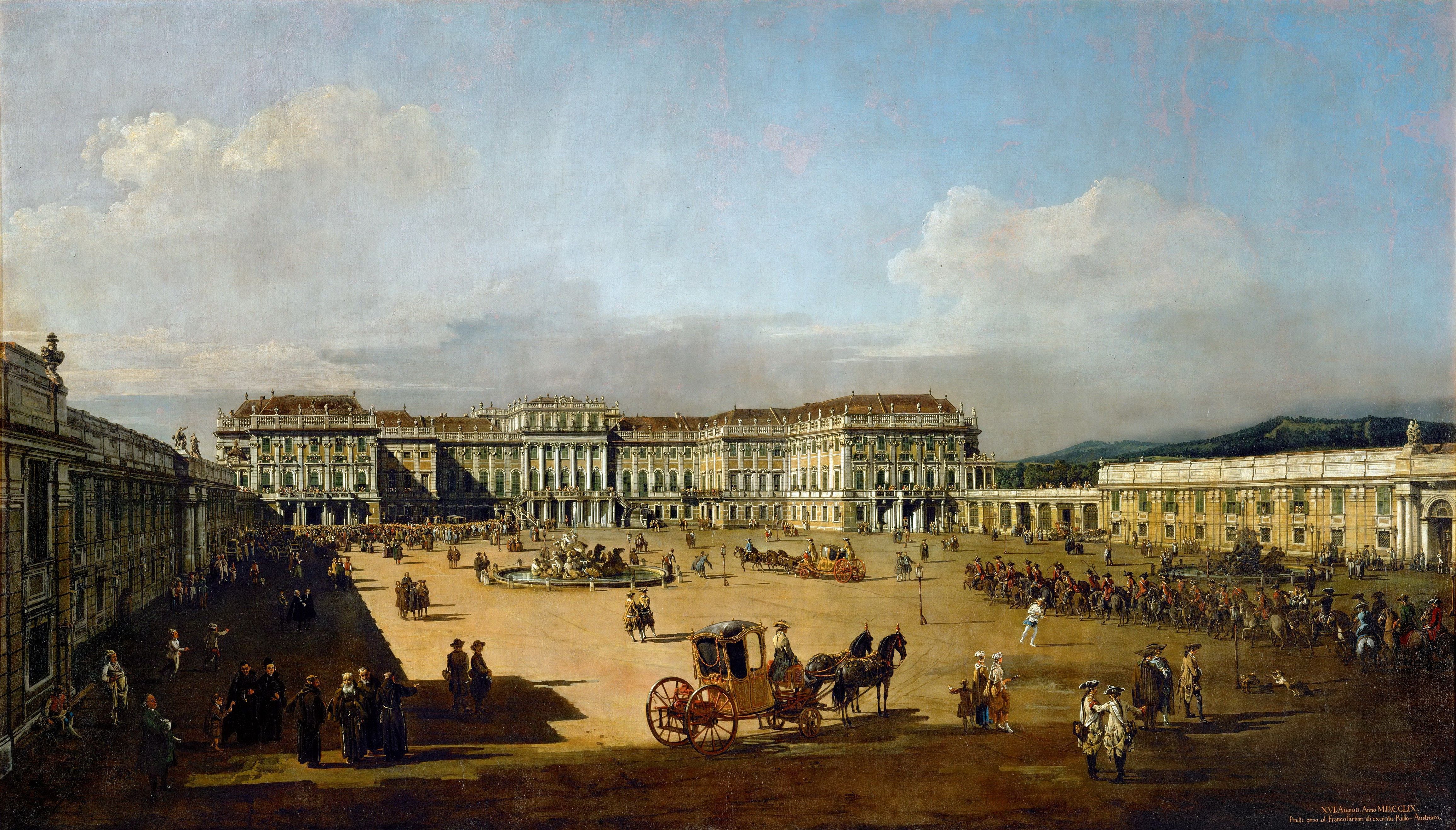
Шёнбрунн при Марии Терезии

В 1728 году император Карл VI приобрёл Шёнбрунн и позже подарил его своей дочери, Марии Терезии, будущей императрице. Правление Марии Терезии было ключевым в истории замка. Известно, что она восхищалась замком и его садами, превратив Шёнбрунн в центр политической и дворцовой жизни.
В 1742 и 1743 годах строительные работы возобновились, и здание было реконструировано, в результате чего дворец приобрёл свой нынешний вид. По желанию императрицы в северном крыле дворца был построен театр, который торжественно открылся в 1747 году. В числе певцов и актёров, выступавших в театре, были многочисленные дети императрицы. Сама Мария Терезия здесь также демонстрировала свой талант певицы.
В 1752 году супруг Марии Терезии, император Франц I, основал возле дворца зверинец, являющийся на сегодняшний день самым старым зоопарком в мире (см. Шёнбруннский зоопарк). К западу от парка император прикупил участок земли, на котором были размещены теплицы, парники и оранжереи, постоянно пополнявшиеся экзотическими растениями из Вест-Индии и Капской колонии.
После смерти Марии Терезии дворец использовался только в качестве летней резиденции императоров.

### XIX—XX века

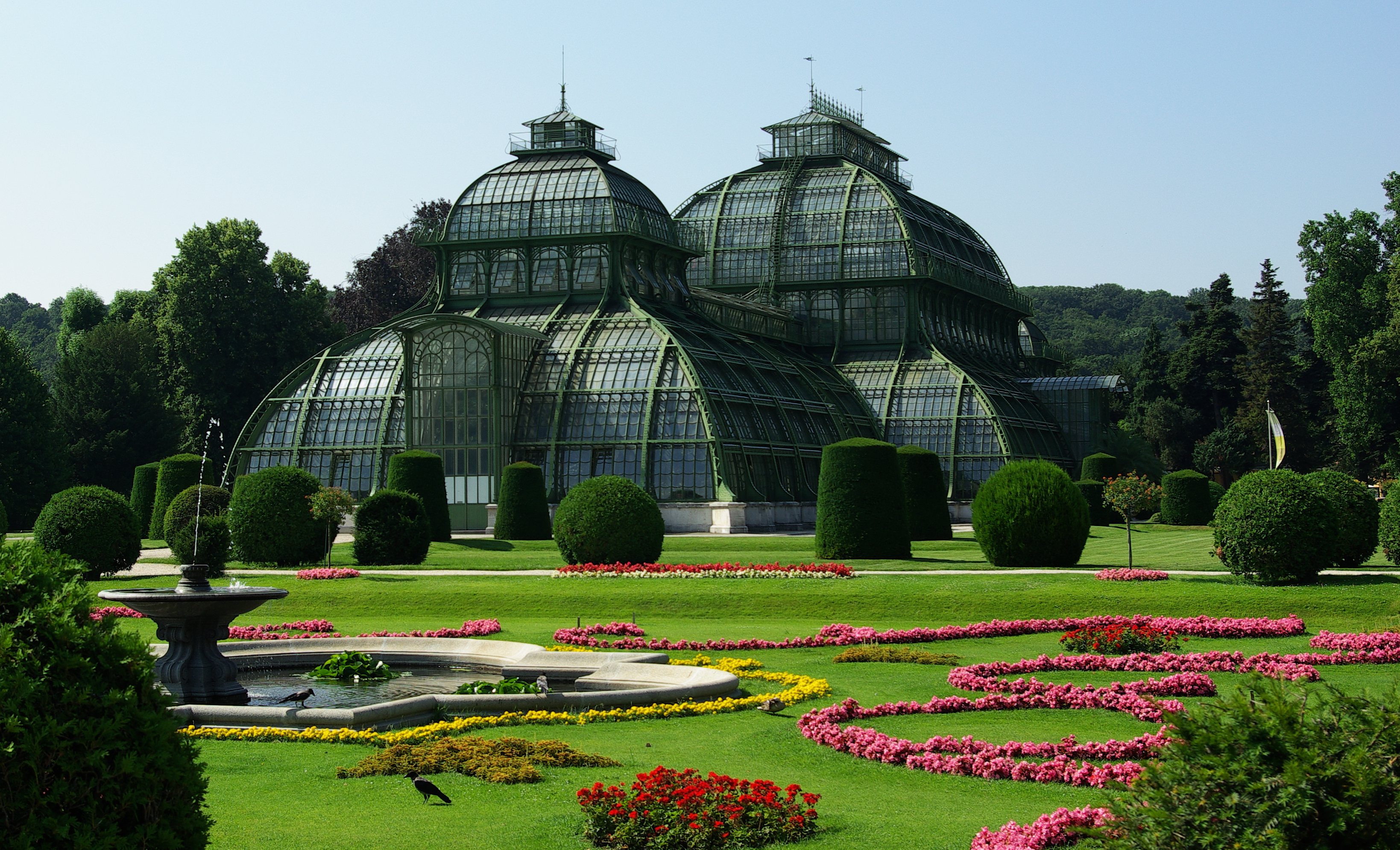
Пальмовая оранжерея

В 1805 и 1809 дворец дважды занимал Наполеон. Французский император располагался в мемориальных комнатах Франца I Стефана, в восточном крыле дворца. В этой же части дворца в 1830 году родился Франц Иосиф.
В 1828 году в оранжерейной части парка была построена Пальмовая оранжерея — необычное сооружение из кирпича с остеклением. В 1882 году ему на смену пришли три павильона из стекла и металла: каждый для одной из основных температурных зон.
Восхождение на трон Франца Иосифа в 1848 ознаменовало новую замечательную эпоху в истории замка. Император выбрал Шёнбрунн в качестве своей главной резиденции и провёл в нём большую часть своей жизни (и там же скончался в 1916 году). 
Значительные изменения в замке были произведены во время подготовки к женитьбе императора Франца Иосифа на баварской принцессе Елизавете.
В 1945 часть замка была повреждена в результате бомбардировок. После войны британское командование выбрало дворец в качестве своего штаба.
С 1992 года Шёнбрунн (за исключением садов дворца) передан в управление компании Schloß Schönbrunn Kultur- und BetriebsGmbH.

## Помещения дворца
Резиденция Габсбургов насчитывает 1441 комнату всевозможных размеров. Из них 190 помещений, которые не принадлежат музею, сдаются в аренду частным лицам. Для посещения открыты только сорок комнат.

### Главные помещения
Зеркальный зал (Spiegelsalon)
В этом зале ещё при Марии Терезии принимали присягу министры. Вольфганг Амадей Моцарт играл в нём для императрицы. В 1747 эти покои были отведены принцессе Шарлотте Лотарингской (сестре Франца I — супруга Марии Терезии).
Позднее это помещение было приспособлено для аудиенций императрицы Марии Жозефы, второй супруги Иосифа II. В XIX столетии это помещение было переоборудовано в салон-столовую. Примечательными в этом помещении являются кристальные зеркала, которые своим выгодным расположением придают комнате дополнительный объём, бронзовые часы и китайские бело-голубые вазы XIX века. Тут также расположен небольшой алтарь с изображением Святой Девы Марии.
Большой зал Ро́зы (Rosa-Zimmer)
Этот зал назван так по имени художника Йозефа Розы (нем. Joseph Roos или Joseph Rosa), оформлявшего интерьер помещения. На настенных картинах изображены ландшафты Швейцарии и Северной Италии. Примечательными являются портрет Марии Терезии, богато украшенные часы на столике и бело-голубые напольные вазы из Азии.
Большая галерея
Это помещение длиной в 43 метра и высотой 10 метров использовалась для аудиенций императоров. При Марии Терезии зал был перестроен и стал главным помещением дворца. С 1761 в нём проводились все важные государственные торжества и встречи. Во время Второй мировой войны зал был частично разрушен, но уже в 1947—1949 вновь восстановлен.
Малая галерея
В этом помещении организовывались небольшие обеденные приёмы, концерты и другие мероприятия. Выход из галереи ведёт к южной входной лестнице с видом на глориетту, фонтан Нептуна (Neptun-Brunnen) и цветочные грядки. Через арку эта галерея соединена с большой галереей дворца. Украшают галерею бюсты Марии Антуанетты и Марии Каролины из мрамора, а также две вырезанные из дерева и позолоченные люстры.
Комната Roesselzimmer
Комната задумывалась как помещение для игр (Roessel — нем. шахматный конь). С XIX века её стали использовать в качестве столовой. На стене висят разнообразные картины со сценами охоты.
Церемонный зал
Первоначально зал назывался Batagliensaal (зал битв). На стенах можно увидеть эпизоды великих битв и другие картины, изображающие, например, свадебные церемонии императоров. Картины были нарисованы во второй половине XVIII века. На знаменитой картине «Musikfest» в её левом углу можно увидеть маленького Вольфганга Амадея Моцарта, который на самом деле был добавлен в картину только по просьбе императрицы Марии Терезии, так как в этом возрасте Моцарт ещё не жил в Вене.
|  |  |  |  |

### Другие комнаты
1. Гвардейская комната (Gardezimmer). В этом помещении, оформленном в белых с золотым цветах, гвардейцы получали приказы монарха.
2. Прихожая Франца Иосифа, или так называемая «Бильярдная комната» (Billardzimmer). Это помещение было предназначено для отдыха и частных аудиенций императора Франца Иосифа I. В комнате находился бильярдный стол для лиц, ожидающих аудиенцию, откуда и произошло название комнаты.
3. Комната с отделкой из древесины грецкого ореха (Nussholz-Zimmer). В этой комнате за письменным столом сидел Франц Иосиф I. и принимал ожидавших частной аудиенции посетителей. Стены этой комнаты отделаны древесиной грецкого ореха. Позолоченная люстра в комнате тоже из дерева.
4. Рабочий кабинет императора Франца Иосифа (Arbeitszimmer Kaiser Franz Joseph I.). В настоящее время особый интерес для посетителей представляют прежде всего настенные картины в кабинете, в частности портрет императрицы Элизабет.
5. Спальная комната Франца Иосифа (Schlafzimmer von Kaiser Franz Joseph I.). Эта комната наглядно демонстрирует образ жизни кайзера, который, будучи главой государства, предпочитал скромность и простоту. Так, например, кровать императора, в которой он и скончался, выполнена из простого дерева. Ещё тут можно увидеть портрет наследника трона принца Рудольфа и картину, изображающую кайзера Франца Иосифа I перед смертью (художник Франц фон Мач нарисовал эту картину в течение 24 часов после смерти императора), а также туалетные принадлежности кайзера.
6. Кабинет с террасой (Terassenkabinett). Это помещение дворца было комнатой императрицы Елизаветы. Стены комнаты обиты французским шёлком.
7. Рабочая комната с деревянной лестницей (Stiegenkabinett). По деревянной лестнице из этой комнаты можно напрямую пройти в небольшой дворцовый садик. Во время первой мировой войны лестница была разрушена. В настоящее время в этой комнате находятся лакированные шкафы в восточно-азиатском стиле, секретер с ящиками из перламутра и многочисленные картины.
8. Туалетная комната (Toilettenzimmer). В этой комнате со стенами, обитыми деревянными панелями с розовой парчой, находятся умывальник, выполненный из древесины грецкого ореха с плитой из белого мрамора, стоячая вешалка для одежды, настольное зеркало, письменный стол, а также несколько картин и статуэтка кайзера Франца Иосифа.
9. Спальная комната императора Франца Иосифа I и императрицы Елизаветы. Стены комнаты покрыты французским шелком. Шкафчики выполнены из палисандровой древесины и были подарены императору и его супруге венской гильдией столяров в честь дня свадьбы. Особого внимания в этой комнате заслуживают скамеечка для коленопреклонений и механические часы из древесины палисандра с отделкой из бронзы.
10. Комната-салон императрицы Елизаветы (Salon der Kaiserin Elisabeth). Это помещение было в своё время личными покоями императрицы Марии Терезии. Позже эта комната была переоборудована в личный салон императрицы Элизабет. Интересной является в этой комнате также китайская ваза с шёлковым покрытием в форме зонтика, которая использовалась в качестве настольной лампы.
11. Комната Марии Антуанетты (Marie Antoinette-Zimmer). Эта комната была названа в честь Марии Антонии, которая после замужества с Людовиком XVI стала именоваться Антуанетта. Помещение обито деревянными дощечками с декорациями из золота. На стенах развешены картины, включая портрет Марии Антуанетты.
12. Ванная комната императрицы Елизаветы (Badezimmer der Kaiserin Elisabeth). Ванная комната выполнена из белого мрамора, и в ней даже существовал душ, а также фарфоровый умывальник.
13. Комната для завтрака (Frühstückszimmer). Интересными в комнате являются настенные украшения, сцены из цветов в 26 рамках, выполненных в стиле рококо (которые, как предполагают, были созданы самой Марией Терезией или её дочерями), а также азиатский фарфор в настенных консолях и две зелёные вазы с декорациями из XIX века.
14. Жёлтая комната. Кресла и в этой комнате покрыты шёлковым дамастом жёлтого цвета, стены также отделаны украшениями из золота. Замечательным в этой комнате является шкафчик, выполненный в стиле барокко, со стоящими на нём часами из белого мрамора и бронзы, покрытой золотом.
15. Комната с балконом (Balkonzimmer). Белая обивка стен с золотыми узорами была выполнена ещё в 1845 году. В одном из углов комнаты расположен камин, который обычно зажигался с задней стороны. На стенах висят картины, изображающие детей Марии Терезии, среди которых портреты Фердинанда Карла, Леопольда II, Максимилиана Франца и Карла Иосифа.
16. Малая комната Розы (Rosa-Zimmer). В комнате находятся шесть больших живописных полотен со сценами из сельской жизни. Особого внимания заслуживают часы в стиле рококо с позолоченными украшениями из бронзы.
17. Маленькая комната Розы. Здесь находятся пять живописных полотен, обрамлённые в золотые рамки, с изображениями ландшафтов, созданные с 1763 по 1769 год. Одна из картин «Fluss mit Bruecke» (река с мостиком) является только копией с оригинала картины, повреждённой в годы войны. Тут же можно увидеть автопортрет художника Розы.
18. Круглый китайский кабинет. В этом кабинете императрица Мария Терезия проводила секретные совещания. Император Франц Иосиф использовал эту комнату в качестве личного покоя. В комнате находится маленький лифт для доставки еды и маленькая лестница, ведущая в покои государственного канцлера. Интересными являются изготовленные в Вене эмалевые люстры, восточные вазы и сосуды XVIII века, китайские напольные вазы и изображения на стенах, с восточными мотивами.
19. Овальный китайский кабинет. Эта комната обставлена в китайском стиле с восточными лаковыми панелями и фарфором, которые были модными в XIX веке.
20. Голубой китайский салон. Стены обиты древесиной грецкого ореха с голубыми краями в китайском стиле.
21. Комната Vieux-Laque
22. Комната Наполеона
23. Фарфоровая комната
24. Миллионная комната
25. Гобеленный салон
26. Мемориальная комната
27. Красный салон
28. Восточный кабинет с террасой
29. Комната рождения императора Франца Йозефа
30. Рабочая комната эрцгерцога Франца Карла
31. Салон эрцгерцога Франца Карла
32. Комната дикого кабана
33. Проходная комната
34. Комната машин
35. Комната с каруселью (Karussellzimmer)
36. Комната с фонарями (Laternenzimmer)

## Туризм и дипломатия
После падения монархии парк и дворец с 1918 года были открыты публике.
4 июня 1961 года во дворце состоялась советско-американская встреча на высшем уровне между Хрущёвым и Кеннеди.
Парк Шёнбрунн привлекает для прогулок тысячи венцев и гостей города. Ежегодно в парк и во дворец приходят до шести миллионов посетителей. В настоящее время Дворец Шёнбрунн со всеми прилегающими территориями является одним из важнейших туристических объектов Вены и Австрии.

## См. также

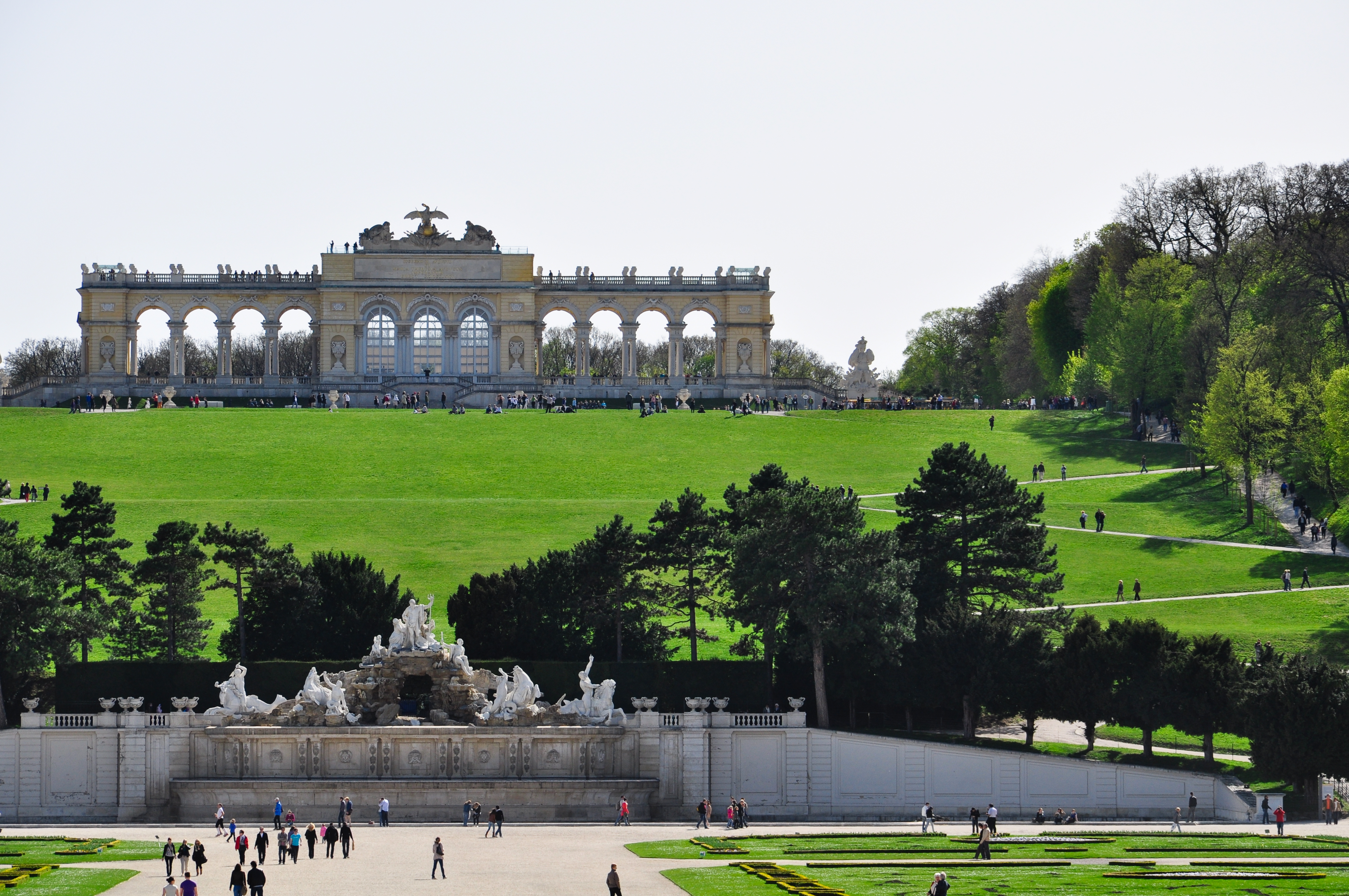
Глориетта перед входом в парк